# SIE Japan Studio
 (octobre 2019).
Si vous disposez d'ouvrages ou d'articles de référence ou si vous connaissez des sites web de qualité traitant du thème abordé ici, merci de compléter l'article en donnant les références utiles à sa vérifiabilité et en les liant à la section « Notes et références ».
SIE Japan Studio (parfois abrégé SIEJ) est la filiale japonaise de Sony Interactive Entertainment spécialisée dans la production et le développement de jeux vidéo. Elle s'est particulièrement illustrée auprès du public grâce à ses deux séries principales: Ape Escape et LocoRoco.
Il est à noter que l'équipe Team Ico célèbre pour les succès critiques Ico et Shadow of the Colossus, ainsi que l'équipe Project Siren connue pour la série horrifique Forbidden Siren, sont toutes deux intégrées à ce studio.
Le studio de développement interne Sugar & Rockets, précédemment connu sous l’appellation Exact (Excellent Application Create Team) a travaillé sur des jeux tels que Ghost in the Shell, Robbit mon Dieu et Covert Ops: Nuclear Dawn.
Le 1er avril 2021, Sony annonce la fermeture du studio mais garde Team Asobi qui devient un studio PlayStation à part entière.

## Jeux développés
| Titre                            | Date de sortie     | Plates-formes                       | Collaborations                 |
| -------------------------------- | ------------------ | ----------------------------------- | ------------------------------ |
| Kurushi                          | 1997               | PlayStation                         |                                |
| Ape Escape                       | septembre 1999     | PlayStation                         |                                |
| Legend of Dragoon                | 2000               | PlayStation                         |                                |
| Pipo Saru 2001                   | juillet 2001       | PlayStation 2                       |                                |
| Ico                              | 20 mars 2002       | PlayStation 2                       | Team Ico                       |
| Ape Escape 2                     | 12 mars 2003       | PlayStation 2                       |                                |
| Forbidden Siren                  | 12 mars 2004       | PlayStation 2                       | Project Siren                  |
| Ape Escape Academy               | 1er septembre 2004 | PlayStation Portable                |                                |
| Ape Escape: On The Loose         | 10 mai 2005        | PlayStation Portable                |                                |
| Shadow of the Colossus           | 17 février 2006    | PlayStation 2                       | Team Ico                       |
| Ape Escape 3                     | 10 mai 2006        | PlayStation 2                       |                                |
| LocoRoco                         | 28 juin 2006       | PlayStation 2, PlayStation Portable |                                |
| Forbidden Siren 2                | 5 juillet 2006     | PlayStation 2                       | Project Siren                  |
| Rogue Galaxy                     | 5 septembre 2007   | PlayStation 2                       | Level-5                        |
| LocoRoco Cocoreccho!             | 20 septembre 2007  | PlayStation 3                       |                                |
| The Eye of Judgment              | 24 octobre 2007    | PlayStation 3                       |                                |
| Piyotama                         | 13 décembre 2007   | PlayStation 3, PlayStation Portable |                                |
| Patapon                          | 22 février 2008    | PlayStation Portable                | Pyramid                        |
| Echochrome                       | 4 juillet 2008     | PlayStation 3, PlayStation Portable |                                |
| Siren: Blood Curse               | 24 juillet 2008    | PlayStation 3                       | Project Siren                  |
| The Last Guy                     | 28 aout 2008       | PlayStation 3                       |                                |
| LocoRoco 2                       | 21 novembre 2008   | PlayStation Portable                |                                |
| Patapon 2                        | 6 mars 2009        | PlayStation Portable                |                                |
| Trash Panic                      | mai 2009           | PlayStation 3                       |                                |
| Numblast                         | 2 juillet 2009     | PlayStation 3                       |                                |
| White Knight Chronicles          | 26 février 2010    | PlayStation 3                       | Level-5                        |
| Patchwork Heroes                 | 18 mars 2010       | PlayStation Portable                | Acquire                        |
| Demon's Souls                    | 25 juin 2010       | PlayStation 3                       | From Software                  |
| Kung Fu Rider                    | 15 septembre 2010  | PlayStation 3                       |                                |
| No Heroes Allowed                | 2 novembre 2010    | PlayStation Portable                | Acquire                        |
| Echochrome II                    | 22 décembre 2010   | PlayStation 3                       |                                |
| Patapon 3                        | 20 avril 2011      | PlayStation Portable                | Pyramid                        |
| White Knight Chronicles 2        | 8 juin 2011        | PlayStation 3                       | Level-5                        |
| White Knight Chronicles: Origins | 8 juin 2011        | PlayStation Portable                | Matrix Software                |
| Ape Escape                       | 22 juin 2011       | PlayStation 3                       |                                |
| Bleach: Soul Resurrección        | 16 septembre 2011  | PlayStation 3                       |                                |
| Gravity Rush                     | 13 juin 2012       | PlayStation Vita                    | Project Siren                  |
| Tokyo Jungle                     | 26 septembre 2012  | PlayStation 3                       | PlayStation C.A.M.P.           |
| Open Me!                         | 2012               | PlayStation Vita                    | PlayStation C.A.M.P.           |
| Soul Sacrifice                   | 1er mai 2013       | PlayStation Vita                    | Marvelous AQL                  |
| Puppeteer                        | 2013               | PlayStation 3                       |                                |
| Rain                             | 2013               | PlayStation Network                 |                                |
| Knack                            | 2013               | PlayStation 4                       |                                |
| Destiny of Spirits               | 2013               | PlayStation Vita                    | Q Entertainment                |
| Freedom Wars                     | 2014               | PlayStation Vita                    |                                |
| Soul Sacrifice Delta             | 2014               | PlayStation Vita                    | Marvelous AQL, Comcept         |
| Bloodborne                       | 2015               | PlayStation 4                       | From Software                  |
| Gravity Rush Remastered          | 2015               | PlayStation 4                       | Project Siren, Bluepoint Games |
| The Playroom VR                  | 2016               | PlayStation 4                       | Team Asobi                     |
| The Tomorrow Children            | 2016               | PlayStation 4                       | Q-Games                        |
| The Last Guardian                | 2016               | PlayStation 4                       | Team Ico                       |
| Gravity Rush 2                   | 2017               | PlayStation 4                       | Project Siren                  |
| Knack 2                          | 2017               | PlayStation 4                       |                                |
| Astro Bot Rescue Mission         | 2018               | PlayStation VR                      | Team Asobi                     |
| Shadow of the Colossus           | 2018               | PlayStation 4                       | Bluepoint Games                |
| Déraciné                         | 2018               | PlayStation VR                      | From Software                  |
| Everybody's Golf VR              | 2019               | PlayStation VR                      | Clap Hanz                      |
| Astro's Playroom                 | 2020               | PlayStation 5                       | Team Asobi                     |
| Demon's Souls                    | 2020               | PlayStation 5                       | Bluepoint Games                |